# Afanasij Biełoborodow
Afanasij Pawłantiewicz Biełoborodow, ros. Афанасий Павлантьевич Белобородов (ur. 18 stycznia?/31 stycznia 1903 w Akininie, zm. 1 września 1990 w Moskwie) – radziecki wojskowy, generał armii, dwukrotny Bohater Związku Radzieckiego.

## Życiorys
Urodził się we wsi Akinino w obwodzie irkuckim. Ukończył 3-klasową szkołę wiejską.
W 1918 roku na ochotnika wstąpił do oddziału czerwonych partyzantów Uworowa działającego w guberni irkuckiej. W 1919 roku wraz z tym oddziałem wszedł w skład Armii Czerwonej. Brał udział w walkach na Dalekim Wschodzie. W 1920 roku ciężko zachorował i został zwolniony z wojska.
W 1923 roku ponownie wstąpił do Armii Czerwonej i rozpoczął naukę w Irkuckiej Szkole Piechoty, w związku z jej likwidacją przeniesiony został do 11 Niżnogrodzkiej Szkoły Piechoty, którą ukończył w 1926 roku. Po jej ukończeniu został dowódcą plutonu w 6 Chabarowskim Pułku Strzelców.
W 1929 roku ukończył Leningradzki Wojskowo-Polityczny Kurs im. F. Engelsa i został politrukiem a później dowódcą kompanii 107 pułku strzelców w 36 Dywizji Strzeleckiej. Uczestniczył w walkach w czasie konfliktu o Kolej Wschodniochińską, początkowo jako politruk a później dowódca kompanii.
W 1933 roku wstąpił do Akademii Wojskowej im. Frunzego i którą ukończył w 1936 roku. Po ukończeniu akademii od listopada 1936 roku pomocnikiem szefa, a następnie szefem oddziału operacyjnego sztabu 66. Dywizji Strzeleckiej. W marcu 1939 roku został szefem wydziału operacyjnego sztabu 31 Korpusu Strzeleckiego, a w listopadzie 1940 roku dowódcą 43. Korpusu Strzeleckiego i w maju 1941 roku szefem wydziału wyszkolenia bojowego Frontu Dalekowschodniego.
Po ataku Niemiec na ZSRR w czerwcu 1941 roku został dowódcą 78 Dywizji Strzeleckiej w składzie 15 Armii i Frontu Dalekowschodniego. W listopadzie 1941 roku dywizja został przerzucona na zachód, gdzie w składzie 16 Armii Frontu Zachodniego wzięła udział w bitwie pod Moskwą. Dywizja wyróżniła się w walkach i została przemianowana na 9 Gwardyjską Dywizję Strzelecką, a on otrzymał stopień generała.
W październiku 1942 roku został dowódcą 5 Gwardyjskiego Korpusu Strzeleckiego w składzie 3. Armii Uderzeniowej, a następnie w sierpniu 1943 roku został dowódcą 2 Gwardyjskiego Korpusu Strzeleckiego w składzie 39 Armii.
22 maja 1944 roku został dowódcą 43 Armii i dowodził nią w walkach na terenie Białorusi. W dniu 22 lipca 1944 roku otrzymał tytuł Bohatera Związku Radzieckiego za osobiste męstwo i umiejętne dowodzenie armią w czasie walk w rejonie Witebska. Następnie dowodził nią w walkach na terenie republik nadbałtyckich i w operacji wschodniopruskiej i blokadzie wojsk niemieckich w Kurlandii.
19 kwietnia 1945 roku został po raz drugi wyróżniony tytułem Bohatera Związku Radzieckiego za osobiste męstwo i umiejętne dowodzenie w czasie szturmu Królewca.
W sierpniu 1945 roku został dowódcą 1 Armii 1 Frontu Dalekowschodniego i dowodził nią w czasie operacji kwantuńskiej. Po zakończeniu wojny nadal dowodził 1 Armią do kwietnia 1946 roku, a następnie został dowódcą 5 Gwardyjskiej Armii wchodzącej w skład Centralnej Grupy Wojsk. W latach 1947–1953 dowodził 39 Armią stacjonującą w Port Artur.
W latach 1953–1955 komendant Wyższych Kursów Strzelecko-Taktycznych Doskonalących Oficerów „Wystrieł” i główny doradca wojskowy Ministra Obrony Czechosłowacji, a od października 1955 roku dowódca Woroneskiego Okręgu Wojskowego.
W maju 1957 roku został szefem Głównego Zarządu Kadr Ministerstwa Obrony i równocześnie członkiem kolegium Ministerstwa Obrony ZSRR. W marcu 1963 roku został dowódcą Moskiewskiego Okręgu Wojskowego, którym dowodził do 1968 roku.
Od 1968 roku w Grupie Inspektorów Generalnych Ministerstwa Obrony ZSRR.
Zmarł w Moskwie, pochowany został w cmentarzu wojennym w miejscowości Sniegiri, rejon istriński, obwód moskiewski, gdzie pochowani są żołnierze polegli w bitwie pod Moskwą.

## Awanse
- generał major (26 listopada 1941)
- generał porucznik (22 lutego 1944)
- generał pułkownik (5 maja 1945)
- generał armii (22 lutego 1963)

## Odznaczenia
- Złota Gwiazda Bohatera Związku Radzieckiego (dwukrotnie – 22.07.1944[1], 19.04.1945[2])
- Order Lenina (pięciokrotnie)
- Order Rewolucji Październikowej
- Order Czerwonego Sztandaru (pięciokrotnie)
- Order Suworowa kl. I (08.09.1945)[3]
- Order Suworowa kl. II (22.09.1943)[4]
- Order Kutuzowa kl. II
- Order Wojny Ojczyźnianej kl. I
- Order Za Służbę Ojczyźnie w Siłach Zbrojnych ZSRR kl. III